# Ilulissat Icefjord Centre
Ilulissat Icefjord Centre è un centro di ricerca e centro culturale e ricreativo situato nei pressi del villaggio di Ilulissat, in Groenlandia. Progettato dall'architetta danese Dorte Mandrup in collaborazione con la paesaggista Kristine Jensen e lo studio di ingegneria Søren Jensen, l'edificio si affaccia sul fiordo Kangia, unico sito UNESCO dell'isola, dove si trova il Sermeq Kujalleq, il più grande ghiacciaio al mondo al di fuori dell'Antartide.

## Architettura
Commissionato dal Naalakkersuisut (il Governo della Groenlandia), dall'ex Qaasuitsup Kommunia e dall'associazione Realdania, il centro è stato ideato come luogo d'incontro per i residenti locali, per le aziende, per i politici, per i turisti e per i ricercatori sul clima.
Il progetto fu affidato allo studio di architettura di Dorte Mandrup, vincitore di una competizione internazionale, nel 2016. L'architetta ha ideato una struttura che potesse entrare in sintonia con la bellezza della natura circostante.
La forma dell'edificio ricorda le ali di un uccello distese sul terreno e l'elemento dominante è il vetro, per consentire un legame costante tra l'esposizione all'interno dell'edificio e il contesto naturale circostante.

## Mostra permanente
Ilulissat Icefjord Centre ospita una mostra permanente, progettata da JAC Studios, dal titolo Sermeq pillugu Oqaluttuaq - The Story of Ice. Questa comprende due installazioni artistiche e un cinema, insieme a un bar e a un negozio.
Alcuni scrigni in vetro soffiato ospitano alcuni reperti archeologici rinvenuti nell'area circostante il centro, mentre nel mezzo del percorso espositivo si trovano carotaggi di ghiaccio prelevati dal ghiacciaio Sermeq Kujalleq.